# 艾琳·伊莉莎白·麥基
艾琳·伊莉莎白·麥基（英語：Erin Elizabeth McKee）是一名美國外交官。2019年9月，她被參議院證實擔任美國駐索羅門群島、巴布亞新幾內亞及萬那杜大使。

## 早期生活與教育
麥基出身於加利福尼亞州。她在加利福尼亞大學戴維斯分校取得文學學士學位，並在華盛頓大學取得文學碩士學位。她能說俄語、西班牙語和印尼語。

## 職業生涯
麥基在職業生涯的早期曾為Morrison Knudsen, Inc.在前蘇聯的國際礦業部門工作。之後她擔任資本投資集團（CIG）俄羅斯部門的總經理和執行董事。
麥基於1995年加入美國外交部門，隨後在美國國際開發署駐哈薩克、伊拉克、祕魯、玻利維亞、以色列和俄羅斯的代表團任職。後來她成為美國國際開發署人力資本及人才管理辦公室的高級副助理管理師和首席人力資本官，以及美國國際開發署華盛頓總部政策、規劃及學習局的高級副助理管理師。在成為大使之前，麥基是美國國際開發署在印度尼西亞的特派團主任。

## 個人生活
麥基已婚並育有一名女兒。